# NGC 23
Az NGC 23 egy spirálgalaxis a Pegasus (Pegazus) csillagképben.

## Felfedezése
Az NGC 23 galaxist William Herschel fedezte fel 1784. szeptember 10-én.

## Tudományos adatok
A galaxis 4566 km/s sebességgel távolodik tőlünk.